# Puig de la Palma
El Puig de la Palma és una muntanya de 148 metres que es troba al municipi de Torroella de Montgrí, a la comarca catalana del Baix Empordà.